# BEST 15 2014-2017 -Success & Conflict-
『BEST 15 2014-2017 -Success & Conflict-』（ベスト・フィフティーン・ニーマルイチヨン-ニーマルイチナナ・サクセス・コンフリクト）は、日本の音楽ユニット・Hilcrhymeが2024年2月28日にユニバーサルJから発売された、7作目のベスト・アルバムである。

## 内容
- 2024年のデビュー15周年を記念して、デビューから現在までの活動期間別に時間を遡り、収録曲を分けて3タイトルで連続リリースするベスト・アルバム第2弾。元メンバーであるDJ KATSUが在籍していた7thアルバム『SIDE BY SIDE』から5thアルバム『FIVE ZERO ONE』までの収録曲に加え、新曲「Killer Bars」を収録。
- 初回限定盤のみ、ミュージックビデオ集を収録したDVDが付属。
- 2024年5月には第三弾として『BEST 15 2009-2013 -The Beginning & Flying-』がリリースされた。

## 収録曲

### CD
1. Killer Bars
(作詞：TOC / 作曲：TOC、WAPLAN / 編曲：WAPLAN)
配信限定シングル。CD初収録。テレビアニメ『即死チートが最強すぎて、異世界のやつらがまるで相手にならないんですが。』オープニングテーマ[1]。
2. NEW DAY, NEW WORLD
(作詞：TOC / 作曲：TOC & Shintaro“Growin”Izutsu / 編曲：Shintaro“Growth”Izutsu）
14thシングル。
3. Your Smile
(作詞：TOC / 作曲：TOC、GIORGIO CANCEMI)
5thアルバム『FIVE ZERO ONE』収録曲。
4. Lost love song
(作詞：TOC / 作曲：TOC / 編曲：TOC & Satoru Kurihara Singo Kubota）
15thシングル。
5. New Era
(作詞：TOC / 作曲：TOC&DJ KATSU）
6thアルバム『REVIVAL』収録曲。
6. 続・押韻見聞録 -未踏-
(作詞：TOC / 作曲：TOC、Satoru Kurihara(Jazzin' park)、Singo Kubota(Jazzin'park)）
6thアルバム『REVIVAL』収録曲。
7. FLOWER BLOOM
(作詞：TOC / 作曲：TOC&DJ KATSU）
16thシングル。
8. 鼓動
(作詞・作曲：TOC / 編曲：Akira Murata)
6thアルバム『REVIVAL』収録曲。
9. パラレル・ワールド
(作詞：TOC / 作曲：TOC、DJ KATSU、Justin Trugman、Ely “The Creep” Rise)
19thシングル。映画『Hilcrhyme 10th Anniversary FILM「PARALLEL WORLD」3D』主題歌。
10. 言えない 言えない
(作詞：TOC / 作曲：TOC、DJ KATSU / 編曲：Shintaro"Growth"Izutsu、DJ KATSU)
18thシングル。テレビ東京系テレビアニメ「実は私は」エンディングテーマ。
11. ドレス
(作詞：TOC / 作曲：TOC、DJ KATSU、Justin Trugman、Ely “The Creep” Rise、Stuart Eisenstein、Jamie Almos)
7thアルバム『SIDE BY SIDE』収録曲。
12. Side By Side
(作詞：TOC / 作曲：TOC、DJ KATSU)
7thアルバム『SIDE BY SIDE』収録曲。
13. 恋の炎
(作詞：TOC / 作曲：Hilcrhyme / 編曲：DJ KATSU)
21stシングル。
14. Magic Time
(作詞：TOC / 作曲：Hilcrhyme / 編曲：DJ KATSU)
21stシングルc/w。「夏祭り in サンリオピューロランド」タイアップソング。
15. 涙の種、幸せの花
(作詞：TOC / 作曲：Hilcrhyme / 編曲：DJ KATSU)
22ndシングル。フジテレビ系ドラマ「さくらの親子丼」主題歌。

### DVD（Music Video集。初回限定盤のみ収録）
1. NEW DAY, NEW WORLD
2. エール
3. 想送歌
4. Lost love song
5. New Era
6. FLOWER BLOOM
7. YUKIDOKE
8. パラレル・ワールド
9. 言えない 言えない
10. WARAE ～In The Mood～
11. Side By Side
12. 恋の炎
13. 涙の種、幸せの花